# Királyhegyes
Királyhegyes est un village et une commune du comitat de Csongrád en Hongrie.